# Museo Alberto Ruz Lhuillier
El Museo de Sitio de Palenque “Alberto Ruz Lhuillier” se encuentra en la zona arqueológica de Palenque en el estado mexicano de Chiapas, en el kilómetro 6.5 de la carretera ramal Palenque-Zona arqueológica. Es administrado por el Instituto Nacional de Antropología e Historia y resguarda piezas encontradas y rescatadas en esta área de la cultura maya que floreció durante el Período Clásico mesoamericano. 

## Inmueble
El actual inmueble tuvo como precedente un museo inaugurado en 1957. Fue bautizado en honor al arqueólogo francés, nacionalizado mexicano, Alberto Ruz Lhuillier, quien descubrió la tumba de K'inich Janaab' Pakal (Pakal “el Grande”) en el Templo de las Inscripciones en 1952.
Cuenta con seis salas: 
- Sala de Introducción. Muestra al visitante la relevancia general de la ciudad maya de Palenque.
- Sala de la Acrópolis Sur. Está dedicada a las esculturas de los templos XVIII y XIX y el reinado del ahau K'inich Ahkal Mo' Naab III.
- Sala del Grupo de las Cruces. Contiene tableros y ofrendas de este grupo arquitectónico dedicado a las ceremonias religiosas de los mayas.
- Sala de la Morada de los Muertos. Contiene objetos de cerámica y ornamentos encontrados en las tumbas del Templo de las Inscripciones, del Templo XIII o de la Reina Roja, y del Templo de la Calavera. En esta sala se exhiben las máscaras mortuorias de Pakal “el Grande” y de la Reina Roja.
- Sala de El Palacio. Contiene esculturas y vasijas de la nobleza maya y jeroglíficos mayas que describen las costumbres y rituales de los gobernantes.
- Sala de las Unidades Habitacionales. Como su nombre lo indica, se exhiben piezas encontradas en las áreas habitacionales de Palenque, en donde vivían sus pobladores.

El museo tiene un pequeño auditorio en donde ocasionalmente se imparten conferencias. En el 2007, fue inaugurada una réplica de la cámara funeraria y el sarcófago de Pakal con la intención de salvaguardar el monumento original que se encuentra en el Templo de las Inscripciones.

## Galería

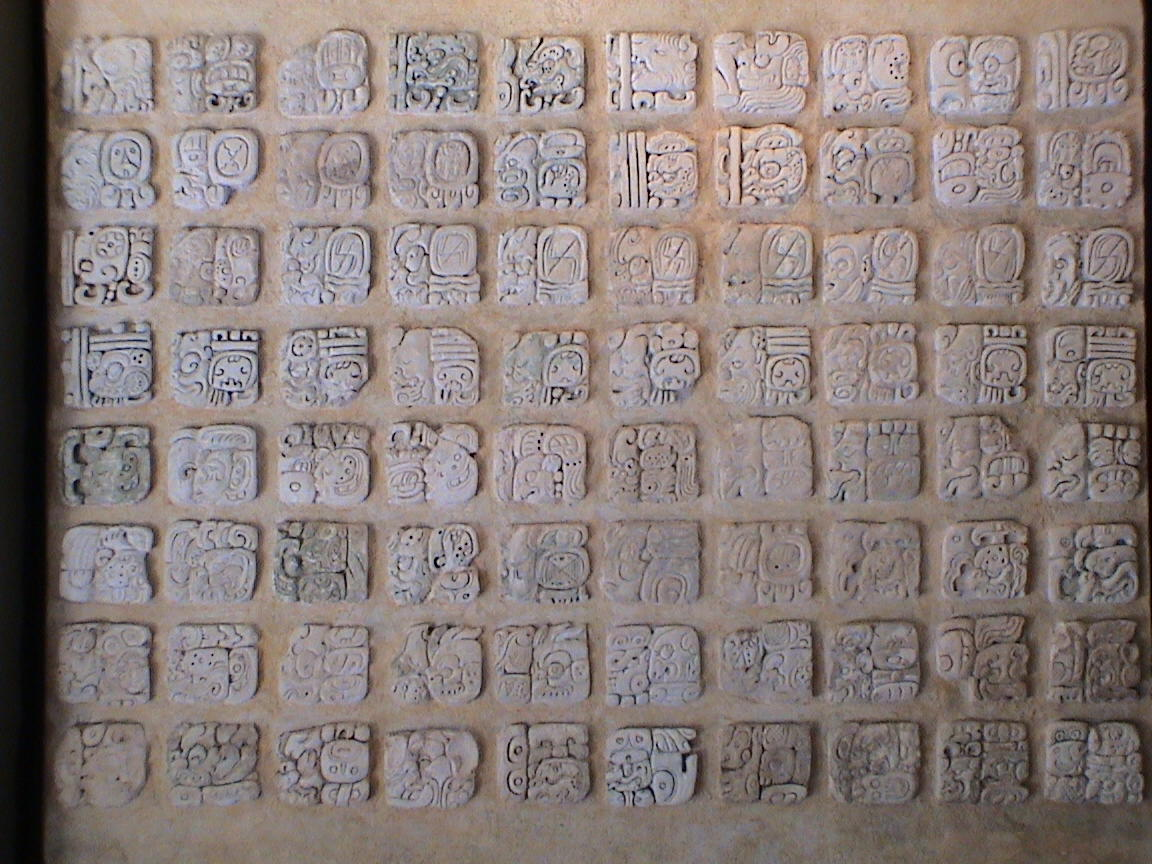
Escritura maya
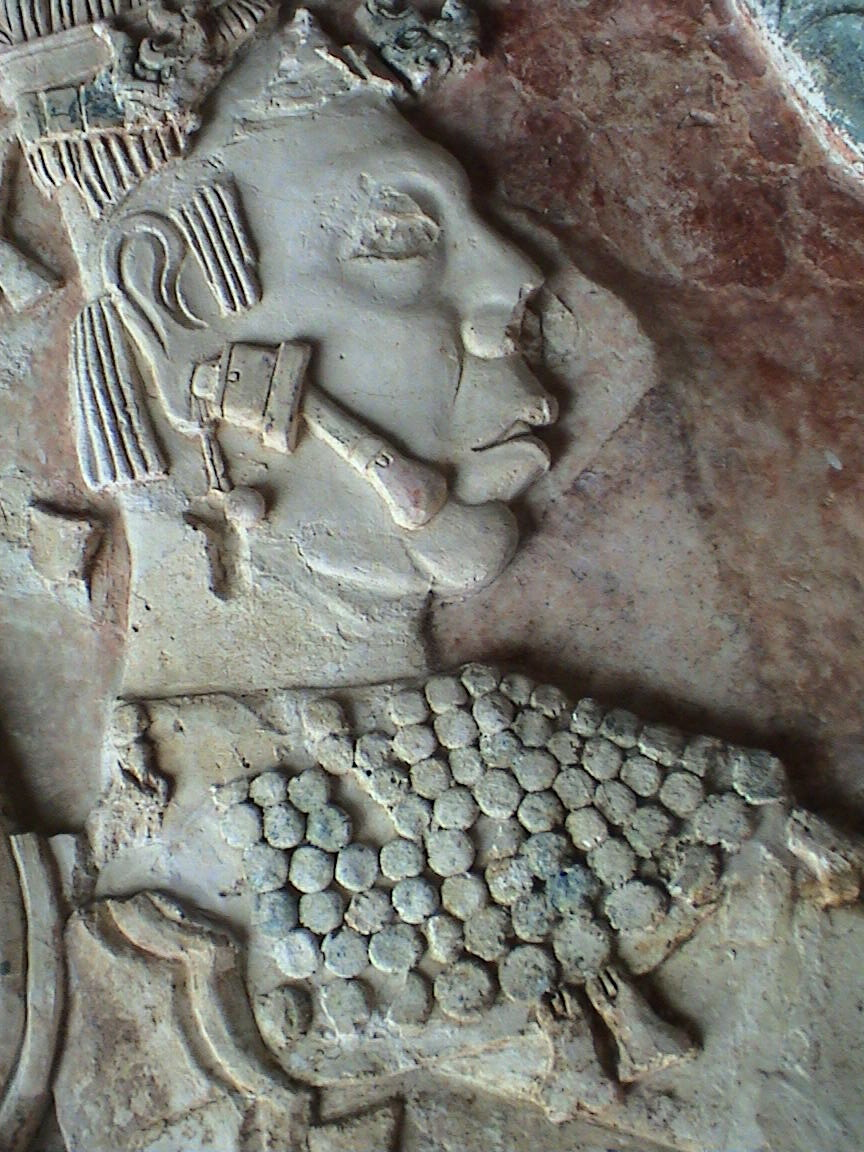
Tablero en altorrelieve
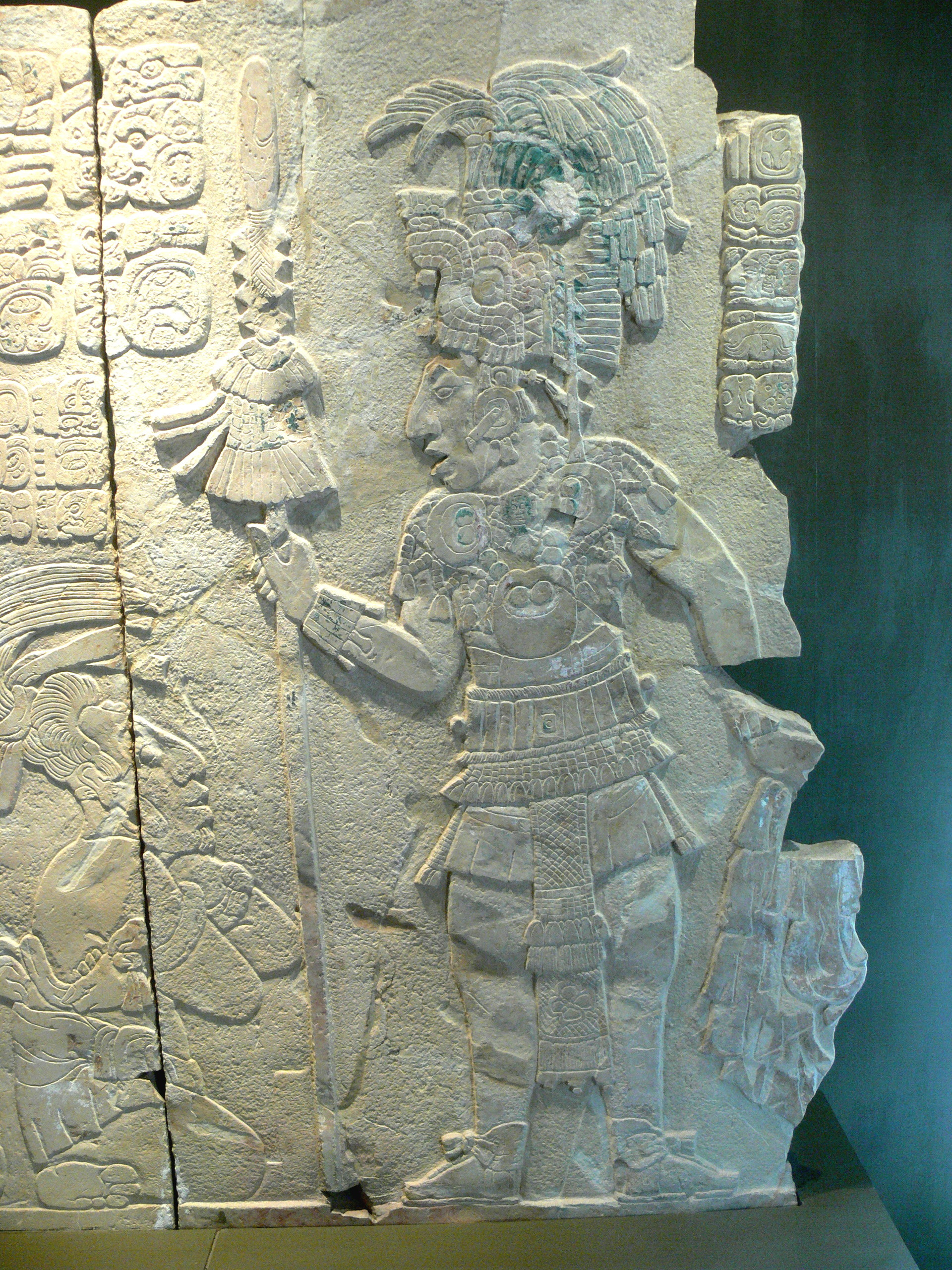
Tablero en altorrelieve
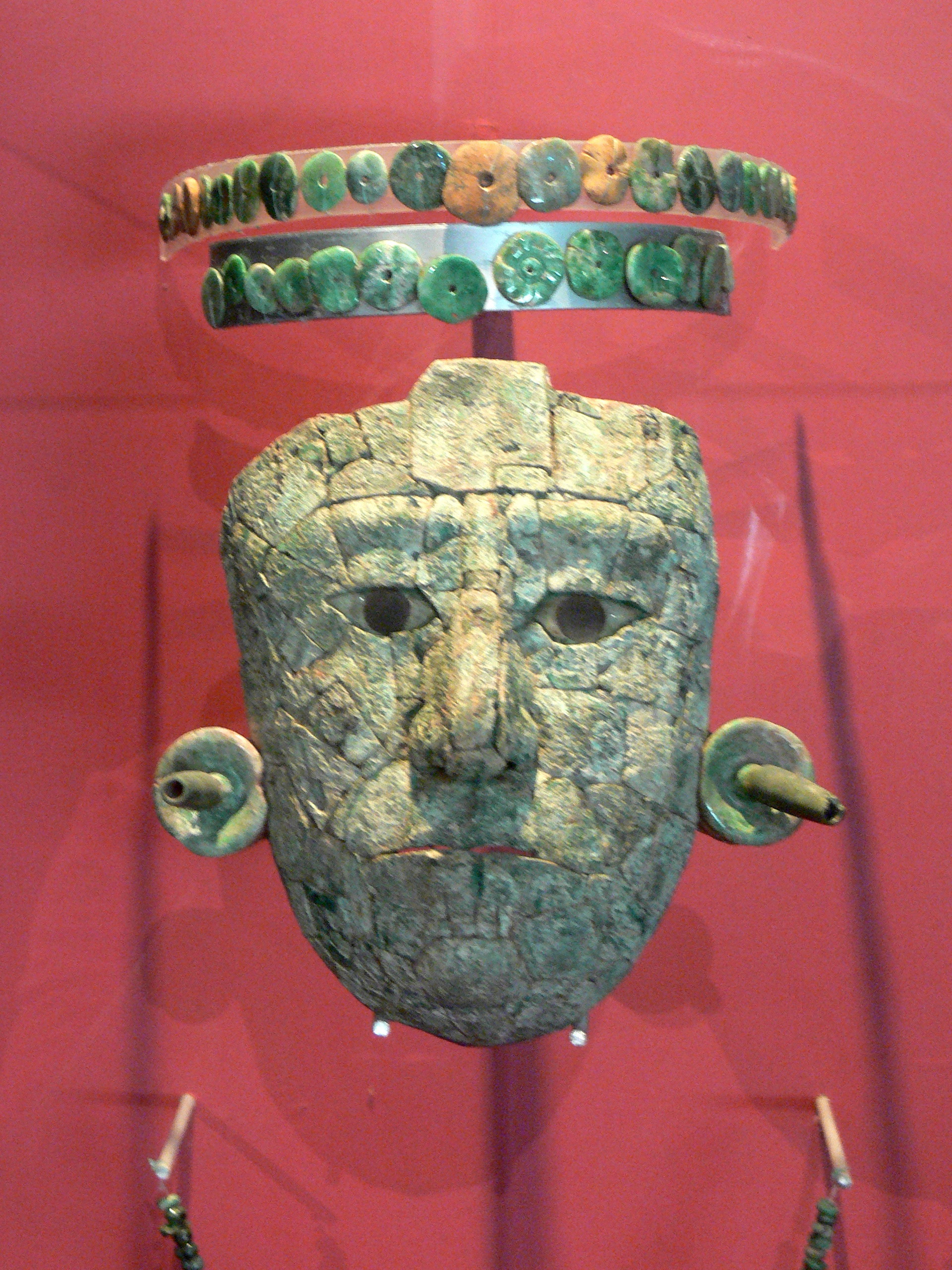
Máscara mortuoria de la Reina Roja
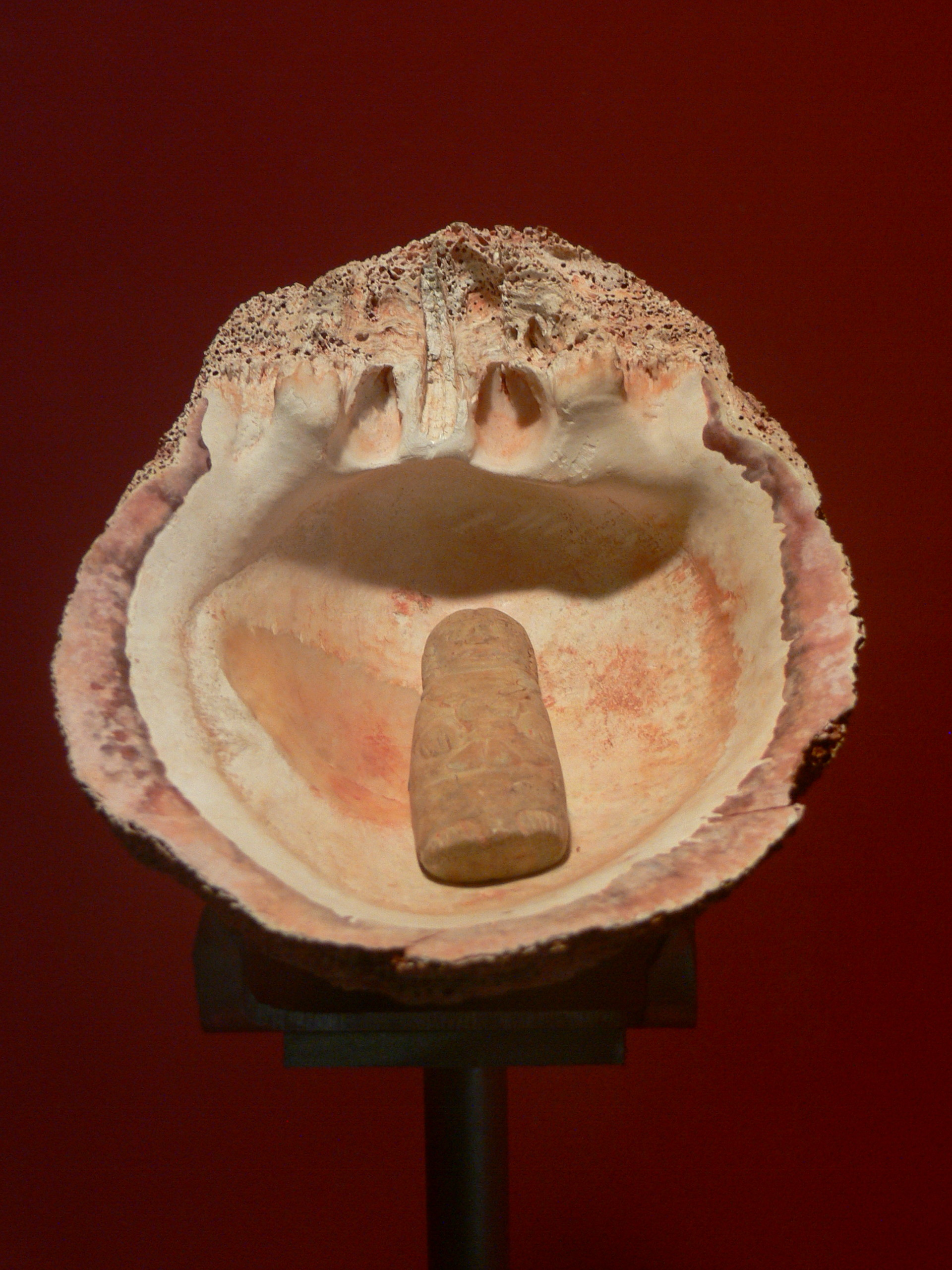
Ofrenda mortuoria encontrada en el sárcofago de la Reina Roja